# Dascyllus strasburgi
Dascyllus strasburgi és una espècie de peix de la família dels pomacèntrids i de l'ordre dels perciformes.

## Morfologia
Els mascles poden assolir els 9 cm de longitud total.

## Distribució geogràfica
És un endemisme de les Illes Marqueses.